# 木霊

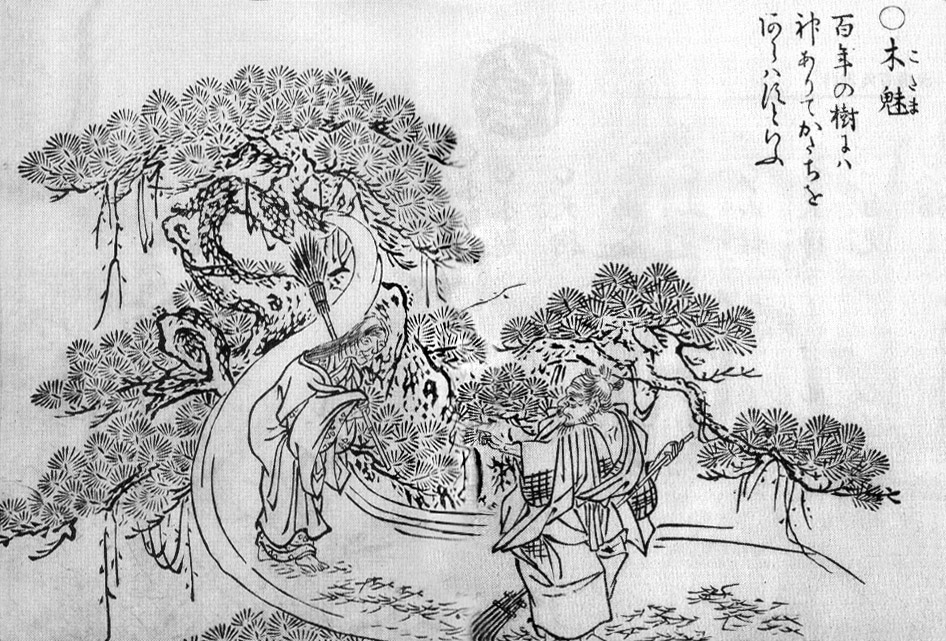
鳥山石燕『画図百鬼夜行』より「木魅（こだま）」

木霊（こだま、木魂、谺）とは、樹木に宿る精霊である。また、それが宿った樹木を木霊と呼ぶ。
また山や谷で音が反射して遅れて聞こえる現象である山彦（やまびこ）は、この精霊のしわざであるともされ、木霊とも呼ばれる。

## 概要
精霊は山中を敏捷に、自在に駆け回るとされる。木霊は外見はごく普通の樹木であるが、切り倒そうとすると祟られるとか、神通力に似た不思議な力を有するとされる。これらの木霊が宿る木というのはその土地の古老が代々語り継ぎ、守るものであり、また、木霊の宿る木には決まった種類があるともいわれる。古木を切ると木から血が出るという説もある。
木霊は山神信仰に通じるものとも見られており、古くは『古事記』にある木の神・ククノチノカミが木霊と解釈されており、平安時代の辞書『和名類聚抄』には木の神の和名として「古多万（コダマ）」の記述がある。『源氏物語』に「鬼か神か狐か木魂（こだま）か」「木魂の鬼や」などの記述があることから、当時にはすでに木霊を妖怪に近いものと見なす考えがあったと見られている。怪火、獣、人の姿になるともいい、人間に恋をした木霊が人の姿をとって会いに行ったという話もある。
伊豆諸島の青ヶ島では、山中のスギの大木の根元に祠を設けて「キダマサマ」「コダマサマ」と呼んで祀っており、樹霊信仰の名残と見られている。また八丈島の三根村では、木を刈る際には必ず、木の霊であるキダマサマに祭を捧げる風習があった。
沖縄島では木の精を「キーヌシー」といい、木を伐るときにはキーヌシーに祈願してから伐るという。また、夜中に倒木などないのに倒木のような音が響くことがあるが、これはキーヌシーの苦しむ声だといい、このようなときには数日後にその木が枯死するという。沖縄の妖怪として知られるキジムナーはこのキーヌシーの一種とも、キーヌシーを擬人化したものがキジムナーだともいう。
鳥山石燕の妖怪画集『画図百鬼夜行』では「木魅（こだま）」と題し、木々のそばに老いた男女が立つ姿で描かれており、百年を経た木には神霊がこもり、姿形を現すとされている。
これらの樹木崇拝は、北欧諸国をはじめとする他の国々にも多くみられる。